# 전남도청회의실
전남도청회의실(全南道廳會議室)은 광주광역시 동구 광산동에 있는 일제강점기의 건축물이다. 1981년 10월 20일 광주광역시의 유형문화재 제6호로 지정되었다.

## 개요
1930년 건축가 김순하 선생의 설계로 지었다. 지하 1층·지상 2층의 붉은 벽돌건물인데, 2층의 창문이 위·아래로 나뉘어 밖에서 볼 때는 3층으로 보이는 아담한 건물이다.
출입구의 위쪽부터 옥상까지 전체면을 유리로 장식하였고 건물 양 옆의 모서리를 둥글게 곡선처리 하였으며, 동시에 창문도 곡선창을 사용하였다. 출입구 앞 계단의 난간 역시 곡선처리를 하였는데, 이것은 1930년대에 지은 건물로는 매우 혁신적인 면이 돋보인다.
일제시대 때 활동한 몇 안되는 한국인 건축가가 설계한 건물이라는 점과 시대를 앞서가는 뛰어난 조형감각이 살아있는 건물이라는 점에서 한국근대건축의 귀한 작품이다.

## 참고 자료
- 전남도청회의실 - 국가유산청 국가유산포털